# Jonas Simonsen
Jonas Nikolaisen Simonsen (Bardufoss, 16 giugno 1992) è un giocatore di calcio a 5 e calciatore norvegese, difensore del Sjarmtrollan e della Nazionale norvegese e attaccante del Finnsnes.

## Carriera
Simonsen ha cominciato la carriera con la maglia del Bardufoss/Omegn. Nel 2011 è stato ingaggiato dal Senja, compagine militante in 2. divisjon (terzo livello del campionato norvegese).
È rimasto in squadra fino al mese di agosto 2012, quando è passato all'Harstad, in 3. divisjon. Nel 2013 è stato tesserato dal Finnsnes. Ha debuttato in campionato, in 3. divisjon, in data 20 aprile: è stato schierato titolare nel 5-1 inflitto al Bjørnevatn. Il 29 aprile ha trovato la prima rete, con cui ha sancito il successo per 0-1 sul campo del Senja 2. Al termine di quella stessa annata, il Finnsnes ha centrato la promozione in 2. divisjon.
A dicembre 2014, ha rinnovato il contratto che lo legava al Finnsnes. Attivo anche nel calcio a 5, Simonsen ha giocato per l'Hinnøya nel campionato 2015-2016, in 1. divisjon. In Norvegia, infatti, i campionati di futsal iniziano al termine delle stagioni calcistiche, rendendo compatibili entrambe le attività.
Il 2 settembre 2016 ha ulteriormente prolungato l'accordo che lo legava al Finnsnes, fino al 31 dicembre 2018. Ha giocato anche per il Sjarmtrollan a partire dalla Futsal Eliteserie 2016-2017, massima divisione del campionato di calcio a 5, proprio in quella stagione vinta dalla sua squadra.
Il 14 agosto 2017 è stato reso noto il trasferimento in prestito di Simonsen dal Finnsnes al Mjølner. Ha debuttato con questa maglia il 19 agosto, trovando anche una rete nella vittoria per 2-4 sul campo dello Skjervøy. Nello stesso mese, con il Sjarmtrollan ha giocato il turno preliminare della Coppa UEFA 2017-2018, in virtù dell'affermazione arrivata in campionato. Ha contribuito alla promozione del Mjølner in 2. divisjon.
Il 15 novembre 2017 è stato convocato dal commissario tecnico della Norvegia Sergio Gargelli per la Nordic Futsal Cup. Simonsen ha esordito in Nazionale nel corso della manifestazione.

## Statistiche

### Presenze e reti nei club
Statistiche aggiornate al 14 dicembre 2017.
| Stagione               | Club                   | Campionato             | Campionato | Campionato | Coppe nazionali | Coppe nazionali | Coppe nazionali | Coppe continentali | Coppe continentali | Coppe continentali | Supercoppe | Supercoppe | Supercoppe | Totale | Totale |
| Stagione               | Club                   | Comp                   | Pres       | Reti       | Comp            | Pres            | Reti            | Comp               | Pres               | Reti               | Comp       | Pres       | Reti       | Pres   | Reti   |
| ---------------------- | ---------------------- | ---------------------- | ---------- | ---------- | --------------- | --------------- | --------------- | ------------------ | ------------------ | ------------------ | ---------- | ---------- | ---------- | ------ | ------ |
| 2008                   | Bardufoss/Omegn        | 4D                     | ?          | ?          | CN              | ?               | ?               | -                  | -                  | -                  | -          | -          | -          | ?      | ?      |
| 2009                   | Bardufoss/Omegn        | 3D                     | ?          | ?          | CN              | ?               | ?               | -                  | -                  | -                  | -          | -          | -          | ?      | ?      |
| 2010                   | Bardufoss/Omegn        | 3D                     | ?          | ?          | CN              | ?               | ?               | -                  | -                  | -                  | -          | -          | -          | ?      | ?      |
| Totale Bardufoss/Omegn | Totale Bardufoss/Omegn | Totale Bardufoss/Omegn | ?          | ?          |                 | ?               | ?               |                    | -                  | -                  |            | -          | -          | ?      | ?      |
| 2011                   | Senja                  | 2D                     | ?          | ?          | CN              | ?               | ?               | -                  | -                  | -                  | -          | -          | -          | ?      | ?      |
| gen.-ago. 2012         | Senja                  | 2D                     | 15         | 1          | CN              | 1               | 0               | -                  | -                  | -                  | -          | -          | -          | 16     | 1      |
| Totale Senja           | Totale Senja           | Totale Senja           | 15+        | 1+         |                 | 1+              | 0+              |                    | -                  | -                  |            | -          | -          | 16+    | 1+     |
| ago.-dic. 2012         | Harstad                | 3D                     | ?          | ?          | CN              | -               | -               | -                  | -                  | -                  | -          | -          | -          | ?      | ?      |
| 2013                   | Finnsnes               | 3D                     | 22         | 32         | CN              | 1               | 2               | -                  | -                  | -                  | -          | -          | -          | 23     | 34     |
| 2014                   | Finnsnes               | 2D                     | 26         | 12         | CN              | 2               | 3               | -                  | -                  | -                  | -          | -          | -          | 28     | 15     |
| 2015                   | Finnsnes               | 2D                     | 26         | 17         | CN              | 2               | 1               | -                  | -                  | -                  | -          | -          | -          | 28     | 18     |
| 2016                   | Finnsnes               | 2D                     | 25         | 10         | CN              | 1               | 1               | -                  | -                  | -                  | -          | -          | -          | 26     | 11     |
| gen.-ago. 2017         | Finnsnes               | 2D                     | 13         | 3          | CN              | 2               | 3               | -                  | -                  | -                  | -          | -          | -          | 15     | 6      |
| ago.-dic. 2017         | Mjølner                | 3D                     | 9          | 14         | CN              | -               | -               | -                  | -                  | -                  | -          | -          | -          | 9      | 14     |
| 2018                   | Finnsnes               | 3D                     | 0          | 0          | CN              | 0               | 0               | -                  | -                  | -                  | -          | -          | -          | 0      | 0      |
| Totale Finnsnes        | Totale Finnsnes        | Totale Finnsnes        | 112        | 74         |                 | 8               | 10              |                    | -                  | -                  |            | -          | -          | 120    | 84     |
| Totale                 | Totale                 | Totale                 | 136+       | 89+        |                 | 9+              | 10+             |                    | -                  | -                  |            | -          | -          | 145+   | 99+    |